# Parikkala
Parikkala este o comună din Finlanda.